# Eryngium constancei
Eryngium constancei är en flockblommig växtart som beskrevs av M.Y.Sheikh. Eryngium constancei ingår i släktet martornar, och familjen flockblommiga växter. Inga underarter finns listade i Catalogue of Life.